# Янн М'Віла
Янн Жера́р М'Віла́ (фр. Yann Gérard M'Vila, нар. 29 червня 1990, Ам'єн) — французький футболіст конголезького походження, опорний півзахисник пірейського «Олімпіакоса».

## Клубна кар'єра

### Ранні роки
Янн народився 1990 року в місті Ам'єн. Його батько — професійний футболіст, який виступав за місцевий клуб, після завершення кар'єри він почав працювати поліцейським. У родини Янна були не найкращі умови для життя, саме це і було його головним стимулом стати професійним футболістом.
Свою футбольну кар'єру Янн почав у віці шести років, коли потрапив в секцію клубу «Сен-Сен-Фюсьян» (фр. Sains-Saint-Fuscien), а через 3 роки він був помічений тренерами «Ам'єна», де провів ще кілька років. Після цього М'Віла відправився грати в передмістя Парижа, в клуб «Мант». Грою за цю команду Янн привернув увагу скаутів «Ренна». За словами самого гравця, цей перехід був ключовим для його кар'єри, адже поки він грав за «Мант», він вже встиг попрощатися з мрією про професійну футбольну кар'єру. З 16 років його почали залучати в різні юніорські та молодіжні збірні, і майже завжди партнери по команді та тренери довіряли йому посаду капітана команди.

### «Ренн»

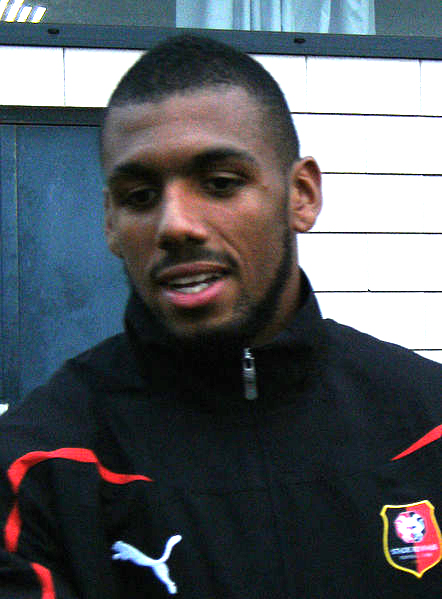
М'Віла в складі «Ренна»

Свій перший професійний контракт він підписав 1 липня 2008 року. Перший сезон провів в резервній команді.
Молодий півзахисник достатньо швидко доріс до основного складу клубу. У сезоні 2008/09 був переведений в головну команду та отримав номер 15. Через невеликі проблеми зі здоров'ям головний тренер вирішив не ризикувати молодим гравцем, Янн пропустив частину сезону та знову почав грати в нижчій лізі другий сезон поспіль. Незважаючи на критику головного тренера, М'Віла заявив, що не почуває до нього ніякої неприязні. За підсумками сезону Янн відіграв за резерв 20 матчів, а команда зайняла перше місце в чемпіонаті.
У сезоні 2009/10 в клубі відбулася зміна тренера. Після вдалих ігор молодіжної збірної Франції, новий тренер «Ренна», Фредерік Антонетті, заявив, що буде ще більше довіряти молодому таланту, внаслідок чого Янн став одним з головних відкриттів ліги. М'Віла дебютував у матчі з «Ніццею», замінивши на 80-й хвилині крайнього півзахисника Ісмаеля Бангура. Матч завершився з рахунком 1:1. Наступного тижня він дебютував в основному складі в грі проти «Марселя», а ще за тиждень, у матчі проти «Ланса», Янн заробив першу червону картку. Після дискваліфікації відіграв всі решту матчів в сезоні, за винятком одного.
15 вересня 2009 року продовжив свій контракт з «Ренном» до червня 2013 року, а 27 серпня 2010 року погодився продовжити контракт до 2014 року. Завдяки вдалій грі в чемпіонаті Франції і на міжнародній арені привернув увагу скаутів мадридського «Реала» та англійського «Ліверпуля». Пізніше сам футболіст заявив, що не збирається залишати «Ренн», і жартома зазначив, що покине «Ренн» лише тоді, коли заб'є свій перший гол. Сталося це зовсім скоро — 9 січня 2011 року в кубку Франції. За вдалий виступ в чемпіонаті був номінований на премію найкращому молодому гравцеві року, але пізніше програв цей титул Мамаду Сако. Однак він потрапив до символічної збірної року. Через день «Ренн» на своєму офіційному сайті оголосив, що Янн продовжив контракт до 2015 року.
У сезоні 2011/12 дебютував в Лізі Європи УЄФА, 28 липня 2011 року в третьому кваліфікаційному раунді у матчі проти грузинського клубу «Металург» (Руставі). Матч закінчився перемогою «Ренна» з рахунком 5:2, сам Янн провів на полі весь матч. 25 серпня він забив свій перший гол в єврокубках. Це трапилося в матчі з сербською «Црвеною Звездою» в раунді плей-офф Ліги Європи. 15 вересня Янн вперше надягнув капітанську пов'язку клубу. «Ренн» зіграв внічию з «Нансі» 1:1. У сезоні він провів 50 матчів, 38 з яких в чемпіонаті Франції. Його команда закінчила сезон на шостому рядку в турнірній таблиці.

### «Рубін»

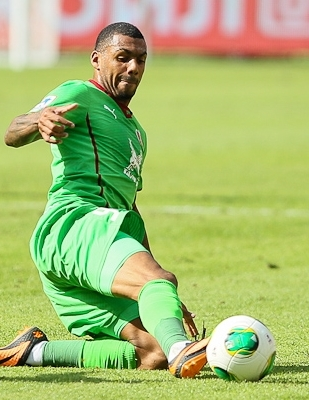
М'Віла в «Рубіні»

23 січня 2013 року було оголошено про перехід футболіста в казанський «Рубін». Термін контракту — 4 роки. Сума трансферу оцінюється в 12 мільйонів євро, за кожний сезон футболіст отримуватиме близько 3 мільйонів євро.
Одразу після офіційного оголошення про трансфер Янн подякував «Ренну», де він виріс, і висловив подяку «Рубіну» за довіру. У казанському клубі взяв 90-й номер (по року свого народження). В одному з передсезонних матчів за Рубін з «Дніпром» отримав травму і пропустив матч 1/16 Ліги Європи проти іспанського «Атлетіко». Дебютував за «Рубін» 28 квітня 2013 року в матчі 26 туру проти столичного ЦСКА. Дебютний матч Янна закінчився перемогою «Рубіна» з рахунком 2:0.
Всього за перші півтора сезони в російському клубі зіграв за команду 24 матчі в чемпіонаті.
Після сезонів 2014/15 та 2015/16 в орендах у липні 2016 М'Віла повернувся в розташування казанського клубу. За півтора року знову став одним з гравців основи клубу, в першій половині сезону 2017/18 повністю відігравши 19 з 20 матчів чемпіонату. В останні два місяці в клубі носив капітанську пов'язку.
Наприкінці 2017 року російський клуб мав фінансові проблеми та кілька місяців не виплачував зарплату гравцеві. В січні 2018 М'Віла та «Рубін» погодилися розірвати контракт гравця, який тривав до 2020 року: М'Віла отримав статус вільного агента в обмін на закриття боргів.

### «Інтернаціонале» й авантюра з «Динамо»
15 липня 2014 року перейшов на правах оренди до кінця сезону з правом викупу в італійський «Інтернаціонале». Дебютував за нову команду 31 серпня в першому турі чемпіонату проти «Торіно» (0:0). Янн вийшов в основному складі і на 56 хвилині був замінений на іншого новачка команди Пабло Освальдо. Втім, в «Інтері» Янн так і не зміг стати гравцем основного складу, провівши лише 8 матчів у чемпіонаті за півсезону, лише в одному з них відігравши всі 90 хвилин. 25 січня 2015 його оренда була достроково припинена, і він повернувся до Казані. Втім, в «Інтері» Янн так і не зміг стати гравцем основного складу, за півроку лише тричі вийшовши в стартовому складі в чемпіонаті і граючи майже виключно в Лізі Європи. Взимку міланський клуб очолив Роберто Манчіні, який не бачив місця в складі для М'Віла, і 25 січня 2015 його оренда була достроково припинена.
Не будучи потрібним у Казані, в березні 2015 гравець вирішив підписати угоду з московським «Динамо». Однак до липня керівництво клубу так і не оформило належним чином його контракт, через що в другій половині сезону 2014/15 він узагалі не грав. Весь цей час М'Віла перебував у конфлікті з персоналом клубу, який вимагав у нього гроші нібито за порушення регламенту, і змушений був тримати вдома сокиру для самооборони. Влітку керівництво клубу змінилося, і нові керівники вирішили підписати угоду з Ігорем Денисовим — гравцем тієї ж позиції, що й М'Віла. Француз, так і не маючи належно оформленого контракту, не витримав цього й залишив клуб, принагідно розгромивши будинок, який він винаймав. У червні 2016 нове керівництво «Динамо» уклало з гравцем мирову угоду, виплативши йому 900 тисяч євро, однак ще кілька років у цій справі тривали суди.

### «Сандерленд»
Після невдалого сезону 2014/15 М'Віла перейшов на правах оренди до англійського «Сандерленда», який тоді боровся за виживання в Прем'єр-лізі. Француз провів у клубі успішний сезон, будучи беззаперечним гравцем основи та зігравши в 37 з 38 матчів чемпіонату. «Сандерленд» зумів зберегти місце в елітному дивізіоні, і М'Віла хотів залишитися в клубі на постійній основі, але англійський клуб не зміг домовитися з «Рубіном» про вартість переходу.

### «Сент-Етьєн»
12 січня 2018 М'Віла повернувся до Франції, підписавши контракт з «Сент-Етьєном». У новому клубі він став основним опорним півзахисником.

## Виступи за збірні

### Молодіжна збірна
Янн пройшов усі молодіжні збірні Франції починаючи з команди до 16 років, за яку дебютував 23 травня 2006 року в товариському матчі проти однолітків з Румунії. В команді до 17 років він дебютував 5 грудня в товариському матчі проти збірної Чехії. Свій перший гол забив 20 лютого 2007 року в матчі проти португальської збірної в Кубку Алгарве. Він був членом команди до 17 років, яка досягла півфіналу юнацького чемпіонату Європи 2007 року, але там поступилася збірній Англії. В турнірі Янн забив гол у ворота збірної України (2:2). Того ж року на чемпіонаті світу до 17 років в Південній Кореї Мвіла провів всі п'ять матчів і зміг допомогти команді досягти чвертьфіналу, де вони зазнали поразки від збірної Іспанії.
У молодіжній збірній до 18 років Янн провів 6 матчів. Дебютував за команду в матчі проти однолітків з США. У збірній до 19 років брав участь в 18 матчах та забив 3 голи, був удостоєний звання капітана команди. У матчі кваліфікаційного раунду забив гол збірній Румунії, матч закінчився перемогою 3:0. Ця перемога дозволила кваліфікуватися команді на турнір, який проходив в Україні. Янн відіграв всі 3 матчі групового етапу та допоміг команді досягти півфіналу, де знову його збірна зазнала поразки від збірної Англії.

### Збірна Франції

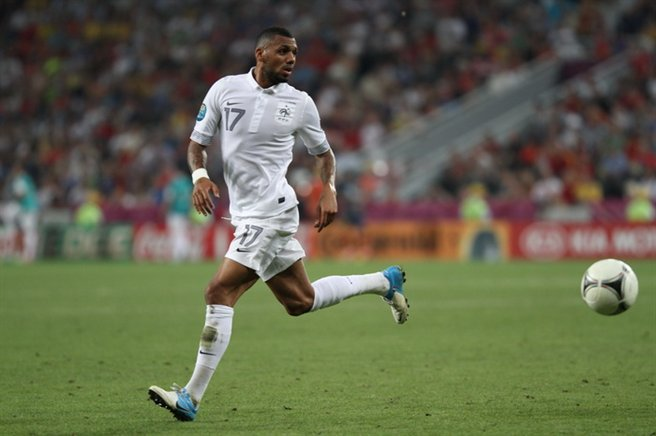
Янн на Євро-2012

Був кандидатом на поїздку на чемпіонат світу 2010 року в ПАР, але не потрапив в остаточну заявку французів. У національній збірній дебютував вже після чемпіонату світу, 11 серпня 2010 року в товариському матчі зі збірною Норвегії. Незважаючи на поразку (1:2), ряд французьких ЗМІ визнала Янна найкращим у складі французів.
Загалом провів у формі головної команди країни 22 матчі, забив 1 гол.
8 листопада 2012 дисциплінарний комітет Федерації футболу Франції позбавив М'Вілу права виступати за всі збірні Франції до липня 2014 року у зв'язку з порушенням дисципліни під час перебування у молодіжній збірній країни перед відбірковим матчем чемпіонату Європи серед молодіжних команд (4 футболісти, які склали компанію Янну у відвідуванні паризького нічного клубу, були дискваліфіковані до кінця 2013 року). Таким чином М'Віла не зміг взяти участь у фінальному турнірі чемпіонату світу 2014 року в Бразилії. Відтоді Янн не викликався до складу збірних Франції.

## Титули і досягнення
- Чемпіон Греції (2):

«Олімпіакос»: 2020–21, 2021–22